# Microregione di Sudoeste de Goiás
Sudoeste de Goiás è una microregione dello Stato del Goiás in Brasile, appartenente alla mesoregione di Sul Goiano.

## Comuni
Comprende 18 municipi:
- Aparecida do Rio Doce
- Aporé
- Caiapônia
- Castelândia
- Chapadão do Céu
- Doverlândia
- Jataí
- Maurilândia
- Mineiros
- Montividiu
- Palestina de Goiás
- Perolândia
- Portelândia
- Rio Verde
- Santa Helena de Goiás
- Santa Rita do Araguaia
- Santo Antônio da Barra
- Serranópolis